# 半透梭竺鯛
半透梭竺鯛（學名：Cercamia cladara），又稱半透梭天竺鯛，為輻鰭魚綱鈎頭魚目天竺鯛科梭竺鯛屬下的一個種，分布於中太平洋東部，珊瑚海切斯特菲爾德島、東加，東至法屬玻里尼西亞海域，深度6至40公尺，本魚體延長，長橢圓形，體稍側扁，頭大、眼大，口大且斜裂，頜齒細小，鋤骨和腭骨通常具齒，舌上無齒，前鰓蓋骨平滑，背鰭2個，尾鰭叉形，身體呈半透明紅色，帶有紅色斑點和交叉影線，臉頰有星狀黑色素細胞，背鰭硬棘7枚、背鰭軟條9枚、臀鰭硬棘2枚、臀鰭軟條12-13枚，體長可達4.5公分，棲息在珊瑚礁及岩礁區，肉食性，以小型無脊椎動物為食，繁殖期時，雄魚具有口孵習性，卵約7日化成仔魚，由雄魚吐出，具短暫的仔魚飄浮期，生活習性不明。